# 大場富夫
大場 富夫（おおば とみお、1945年2月23日 - 2007年3月18日）は、日本の経営者。レオパレス21社長を務めた。宮城県出身。

## 経歴・人物
1968年に拓殖大学商学部を卒業。朝日広告社での勤務を経て、1985年にミヤマ(のちのレオパレス21)取締役に就任し、1990年に専務、1996年に副社長を経て、2006年6月に社長に就任。同年12月に社長を辞任。
2007年3月18日心不全のために死去。62歳没。